# فوت غولف
فوت غولف (بالإنجليزية: Footgolf)‏ هي رياضة يقوم فيها اللاعبون بركل كرة قدم في الحفر بأقل عدد من المحاولات.الاسم عبارة عن مزج بين كلمة كرة القدم والغولف  وتجمع اللعبة بين الرياضتين وترتبط ارتباطاً وثيقاً بالغولف.